# 花洲书院
花洲书院，位于中华人民共和国河南省邓州市城东南侧，紧邻古城墙，为中国4A级景区。始建于宋代庆历年间，北宋著名政治家、军事家、文学家、教育家、思想家范仲淹任邓州知州期间创建了书院内讲学堂——春风堂、藏书楼、斋舍，并在书院东侧创建百花洲，重修览秀亭，构筑春风阁，花洲书院因百花洲而得名，是《岳阳楼记》的诞生地，范仲淹曾有诗曰：“南阳有绝胜，城下百花洲”。据史籍记载，花洲书院虽在名气上不能和四大书院相比，但也是中国古代很有影响的高等教育机构。

## 历史
公元1045年，范仲淹谪知邓州，为学风不兴而忧心忡忡，感到百花洲一带环境幽静，景色宜人，是理想的治学场所，于是在百忙中谋划、筹资，创办“花洲书院”，并且，公余到书院讲学。一时邓州藏书楼、斋舍，并在书院东侧创建百花洲，重修览秀亭，构筑春风阁，花洲书院因百花洲而得名。文运大振。范仲淹的儿子官至观文殿大学士的范纯仁，以及官至崇文院校书的张载、曾任邓州知州韩维，均“从师范仲淹学于花洲书院”（《嵩阳书院》）。

北宋治平四年（1067年），著名文学家、书法家黄庭坚任叶县尉。曾到花洲书院瞻仰范公遗迹。作诗云：范公种竹水边亭，漂泊来游一客星。神理不应从此尽，百年草树至今青（《山谷诗注•百花洲杂题》）。北宋绍圣二年（1095年），范仲淹的四子范纯粹任邓州知州，整修了花洲书院。从南宋到明朝，花洲书院屡圮屡修，曾为邓州州学。《嵩阳书院》记载：元朝时，曾作翰林院编修的蒙古族乃贤，“世居南阳，曾游学花洲书院”。明嘉靖、万历年间，知州张仙、夏忠等相继对书院进行整修。到了清朝，历任知州更加重视整修花洲书院，办学规模越来越大。

## 书院现状
现在的花洲书院，历经重修，总占地面积4.47公顷，建筑面积3000平方米，书院建筑是花洲书院内主体，为五进四院，中院更有中国少有的小巧精致的泮池、状元桥，是书院的一大特色。书院西侧并列为二进一院的范公祠。范公祠北为新建四进三院的名人馆，名人馆是为纪念古今邓州籍历史名人所建，建筑面积480.7平方米，为仿清代建筑。中院有古三眼井——范公井，整个建筑风格为清代北方建筑。
百花洲位于书院东侧，紧临邓州保存最完好的一段明代古土城墙。百花洲由宋代谢绛在1039年任知州时辟建，后由范仲淹修建成书院园林，有菊花台、亭榭、太湖石点缀湖岸，岛内遍植花木，布局为南山北水，洲南由各具特色的峭壁假山、五峰山和别有洞天组成。别有洞天假山将南北隔离，洲北湖内大小三岛，岛上再现范仲淹任知州时与民同乐的嘉赏亭及菊花台等。湖岛将全湖划分为大小水面，洲东面为自然收放线的溪流，北端有石舫“香舟”，中段临水有扇亭“月到风来亭”。南北湖面积3778平方米。百花洲建筑采用范仲淹家乡清代江南园林风格。从而使花洲书院形成完美一体的中国典型书院园林。

## 图库

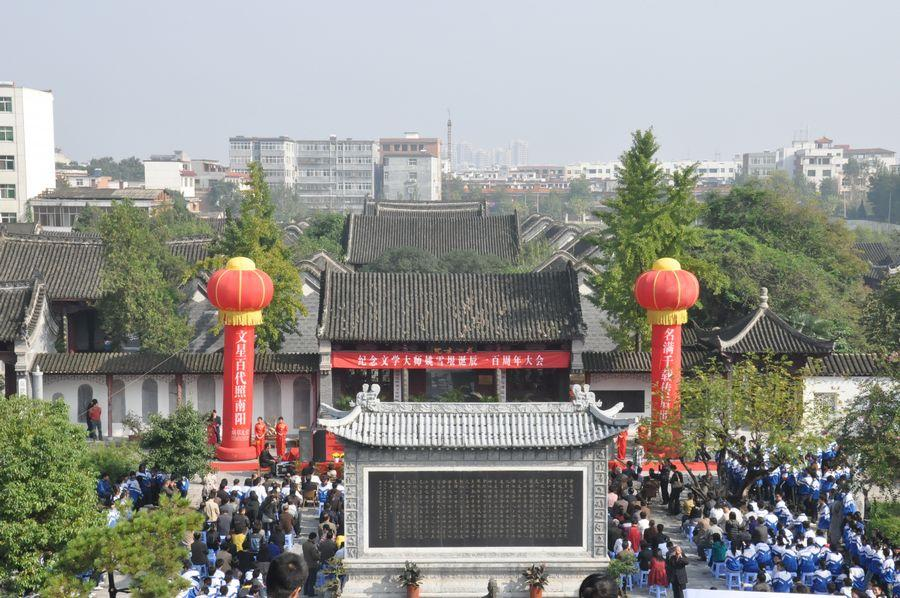
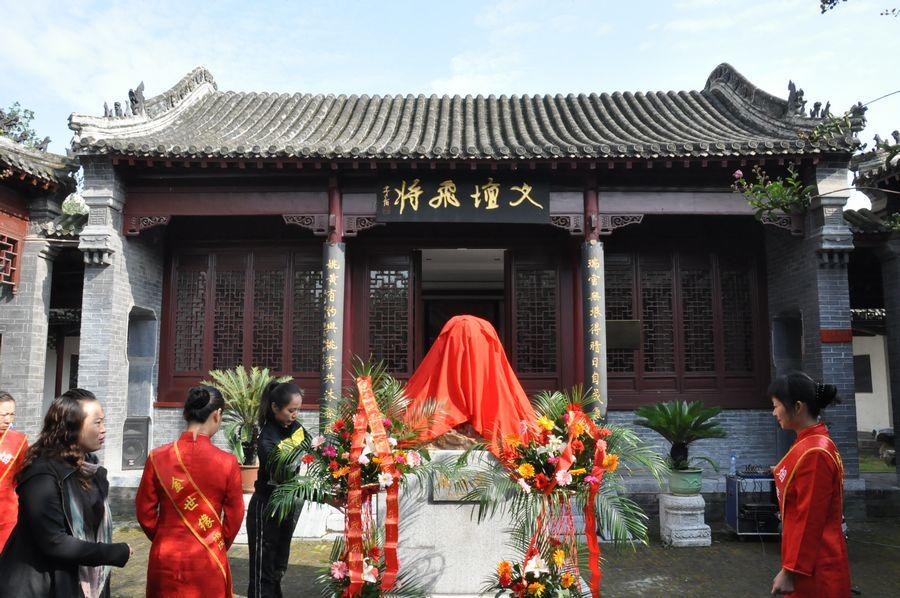
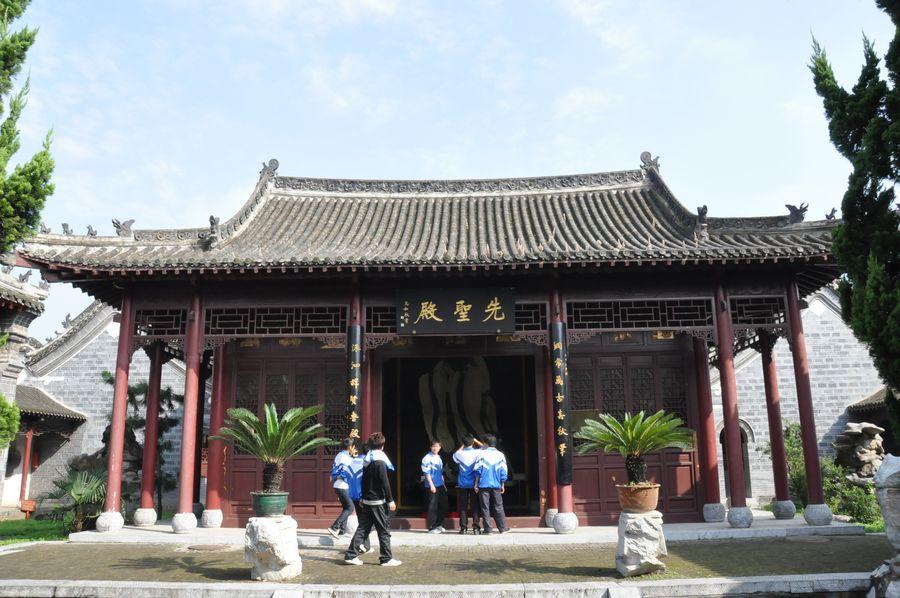
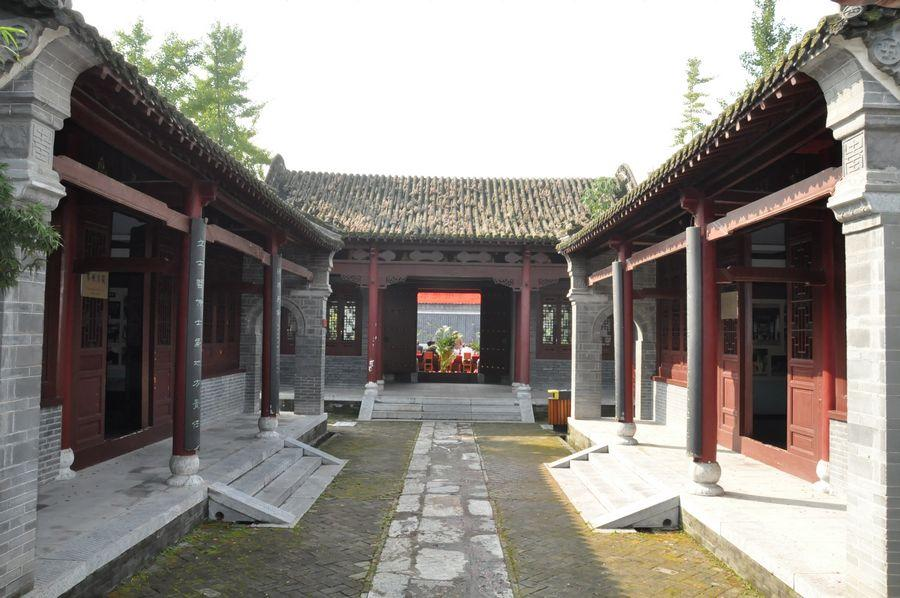
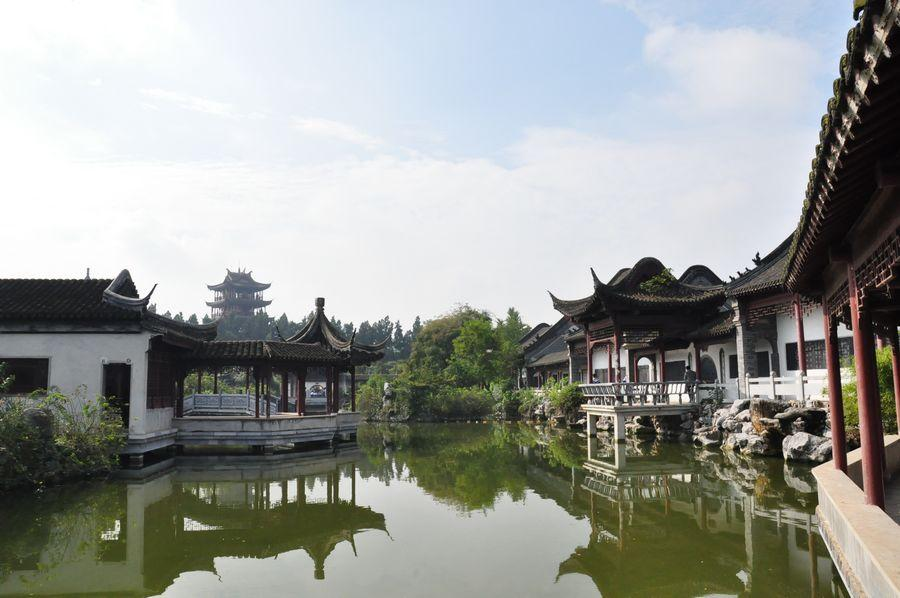
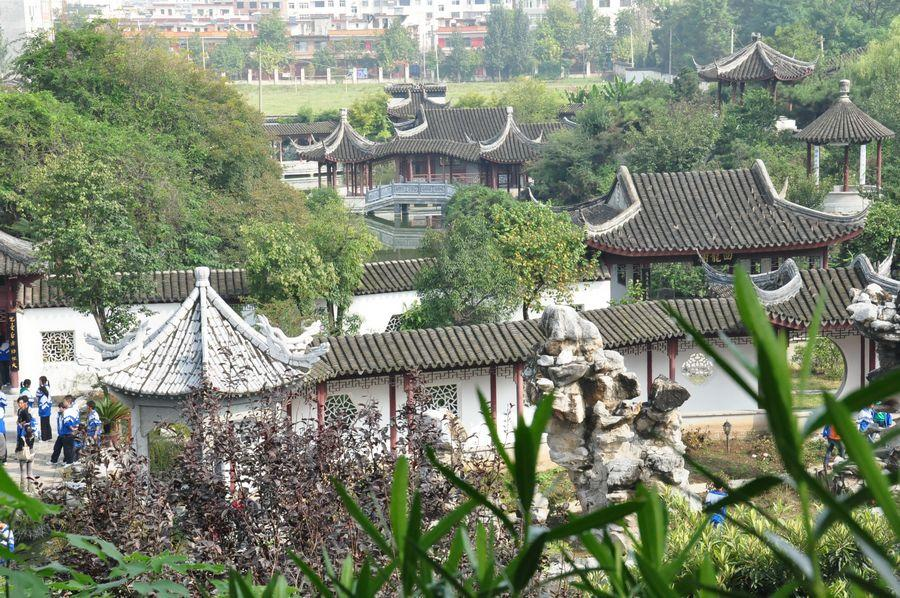

## 外部連結
- 花洲网